# Liang Ju-hao
Liang Ju-hao 梁如浩 fue un diplomático chino.
De 1873 a 1881 estudio con la Chinese Educational Mission Ingeniería en el Stevens Institute of Technology Hoboken (Nueva Jersey).
En 1881 fue Director ejecutivo de la Shanhaiguan Railway Station. 
En 1883 fue a Corea del Norte para establecer el impuesto en la Customs' Taotai of Tientsin.
De 1885 a 1894 se desempeñó como jefe de gabinete del Ministro de Comercio de Corea. 
En 1894 regresó con Yuan Shikai y se  desempeñó como Director del transporte ferroviario en la aduana. 
En 1905 fue Ministro plenipotenciario en La Haya con Lu Cheng-hsiang
En 1907 fue consejero de cabildo de Shanghái.
En 1911 el Gabinete de Yuan Shikai fue designado Viceministro del Departamento Postal. 
En el gobierno militar de la provincia de Guangdong, se desempeñó como Ministro de Comunicaciones.
De septiembre a octubre de 1912 fue ministro de relaciones Exteriores.
renunció debido a Nicolás II de Rusia reconoció Thubten Gyatso como emperador de los mongoles y Rusia promovió la independencia de Mongolia.
En 1912 fue elecionado como presidente de la North China (Tianjin) International Society of Famine Relief.
En 1921 fue consultor de la delegación china a la Conferencia de Washington.
En 1922, el gobierno de Pekín le ha nombrado presidente de la Comisión de Salud de Weihai.
En 1923 negoció el Tratado de Weihaiwei sobre Weihaiwei under British rule con el gobierno del Reino Unido.